# Galeophthirus caviae
Galeophthirus caviae ist eine Art der Tierläuse, die beim Wieselmeerschweinchen vorkommt. Sie ist der einzige Vertreter der Gattung Galeophthirus, der von Wolfdietrich Eichler 1950 wegen der Langborsten in der Genitalgegend der Weibchen von der Gattung Eulinognathus abgetrennt wurde.

## Merkmale
Die Weibchen sind bis zu 1,5 mm lang, Männchen 1,33 mm. Der kleine Kopf trägt an seinem Vorderrand beidseits drei kleine Borsten. Augen und Augenkegel fehlen. Die großen Fühler haben fünf Glieder. Der Thorax ist kurz, etwa so lang wie der Kopf und trägt sechs lange Borsten auf der Oberfläche. Die Gliedmaßen sind kurz, das erste Beinpaar ist deutlich kleiner als die beiden anderen. Das große, ovale Abdomen hat einen wellenförmigen Seitenrand und trägt pro Segment zwei Borstenreihen mit drei verschiedenen Typen. An den Seitenrängern sitzt je ein langes Borstenpaar, so dass die Laus einen stark behaarten Eindruck macht. Sterniten und Tergiten sind nicht ausgebildet. Von den sieben Pleuriten ist das zweite das größte. Das Abdomen besitzt fünf paarige Tracheenöffnungen.